# Nemesis carchariaeglauci
Nemesis carchariaeglauci is een eenoogkreeftjessoort uit de familie van de Eudactylinidae. De wetenschappelijke naam van de soort is voor het eerst geldig gepubliceerd in 1883 door Hesse.